# Distretto di Nipissing
Il distretto di Nipissing è un distretto dell'Ontario in Canada, nella regione dell'Ontario nordorientale. Al 2006 contava una popolazione di 84 688 abitanti. Il suo capoluogo è North Bay.

## Suddivisioni

### Città
- North Bay
- Mattawa
- Temagami
- Nipissing

Inoltre, la parte orientale della città di  Kearney si trova nel distretto di Nipissing, ma l'intera città è annoverata nel distretto di Parry Sound.

### Borgate
- Bonfield
- Calvin
- Chisholm
- East Ferris
- Mattawan
- Papineau-Cameron
- South Algonquin

### Aree non organizzate
- North Part
- South Part

Le schede dei servizi locali in queste aree non organizzate includono:
- Redbridge
- Thorne
- Tilden Lake

### Riserve della prima nazione
- Bear Island 1
- Nipissing 10